# Maria Grazia Picozzi
Maria Grazia Picozzi (Roma, 1º aprile 1947) è un'archeologa italiana.

## Biografia
Laureata con lode in lettere nel 1969 presso l'Università degli Studi di Roma "La Sapienza", ha quindi frequentato la Scuola archeologica italiana di Atene; è stata docente presso il dipartimento di storia dell'antichità all'Università La sapienza. Dal 2004 al 2015 ha curate mostre dedicate alla storia presso il Museo dell’Arte Classica - Gipsoteca di Roma, dove ha svolto il ruolo di direttrice.
È membro del consiglio di amministrazione della Fondazione Roma Sapienza, membro del consiglio direttivo della Fondazione Marco Besso e membro del comitato scientifico di Eidola, giornale di storia dell'arte classica.
Si è distinta per la sua conoscenza della storia dell'archeologia, della ceramica attica e della scultura greca e romana; ha studiato i contesti topografici e architettonici da cui provengono le opere d'arte, e si è dedicata al fenomeno del collezionismo romano di antichità.

## Riconoscimenti
- (2022) Premio Feltrinelli[8].

## Opere (parziale)
- Anfore attiche a protome equina: Controversie olimpiche, di Maria Grazia Picozzi e Giovanni Becatti, 1971.
- Le mura serviane, di Maria Grazia Picozzi e P. Santoro, 1973.
- I Ritratti dal mare della meloria al museo archeologico di Firenze: Fusioni in bronze da marmi romani, 1996.
- Vicino Oriente, Egeo-Grecia, Roma e mondo romano - Tradizione dell'antico e collezionismo di antichità, di Filippo Carinci, Maria Grazia Picozzi e Lucia Guerrini, 1996.
- Palazzo Colonna, di Eduard A. Safarik, Maria Grazia Picozzi e Roberto Valeriani, De Luca, Roma, 2009.
- Sculture antiche e dall'antico : Palazzo Colonna, appartamenti, di Maria Grazia Picozzi e Daniela Candilio, De Luca, Roma, 2010.
- Ripensare Emanuel Löwy: professore di archeologia e storia dell'arte nella R. Università e direttore del Museo di Gessi, "L'Erma" di Bretschneider, Roma, 2013[9].